# ウリノキ
ウリノキ（瓜の木、学名: Alangium platanifolium var. trilobatum）は、ミズキ科ウリノキ属に分類される落葉低木の1種。山地の林内に生える。和名は、葉の形態がウリに似ていることに由来する。中国名は、三裂瓜木、八角楓。

## 分布と生育環境
中国の中部と東北部、朝鮮半島と日本の温帯から暖帯にかけて分布する。日本では、北海道、本州、四国、九州にやや普通に分布する。
山地の林内に生育する。山林苗木として利用されている。

## 形態・生態
落葉広葉樹の低木で、樹高は2 - 4メートル (m) になる。幹はほぼ直立し、樹皮は茶褐色から灰色で裂け目はない。若木の樹皮は滑らかで色も濃く、円い皮目があるが、成木の樹皮は次第に細かい縦筋が入る。
葉は大型で互生し、長さ10 - 20センチメートル (cm) で浅く3 - 5裂し稀に不分裂、裂片の先は長く伸び、葉身基部は深く湾入する。葉の質は薄く、表面は軟毛が散在し、裏面は軟毛がやや多い。葉柄は4 - 10 cm、葉柄が冬芽を包み込む葉柄内芽で、葉が落葉するまでは冬芽が見えない。葉にフラボノイド化合物が含まれている。
葉の脇に集散花序で白色の花を数個吊り下げる。蕾は細長い円柱形で長さ約3 cm。花弁は長さ3-3.5 cmの線形で6個あり、強く反り返る。葯は黄色で細長い。
花期は5 - 6月。核果は長さ7-8 mmの楕円球形で、熟すと藍色になる。
冬芽は卵形で長い毛に覆われた芽鱗2枚に包まれているが、裸芽のように見える。主芽の下には予備芽がある。枝先につく冬芽は仮頂芽で、側芽よりもやや大きい。葉痕はO字形で、維管束痕が7個つく。

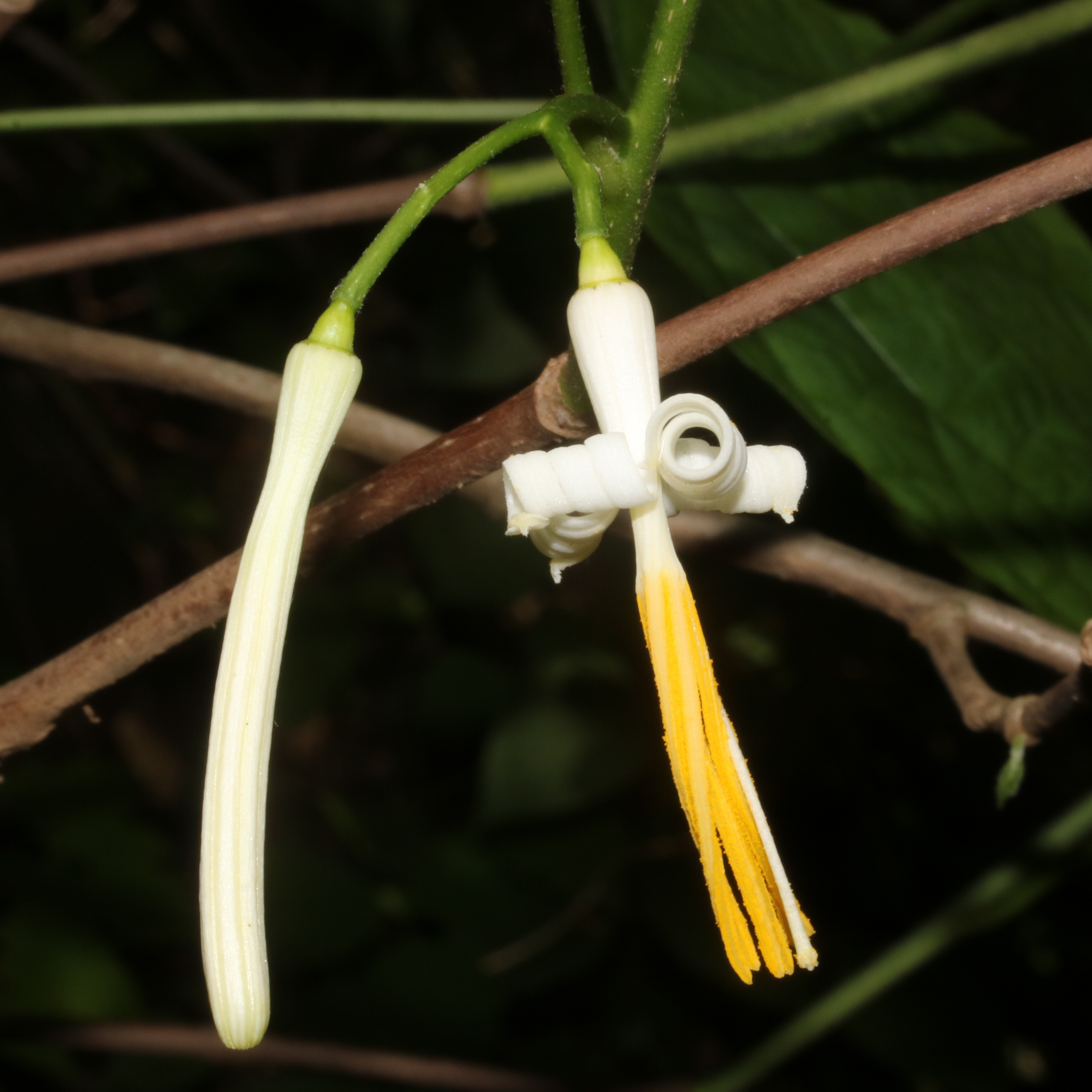
左：細長い円柱形の蕾 右：6個の花弁が反り返った花
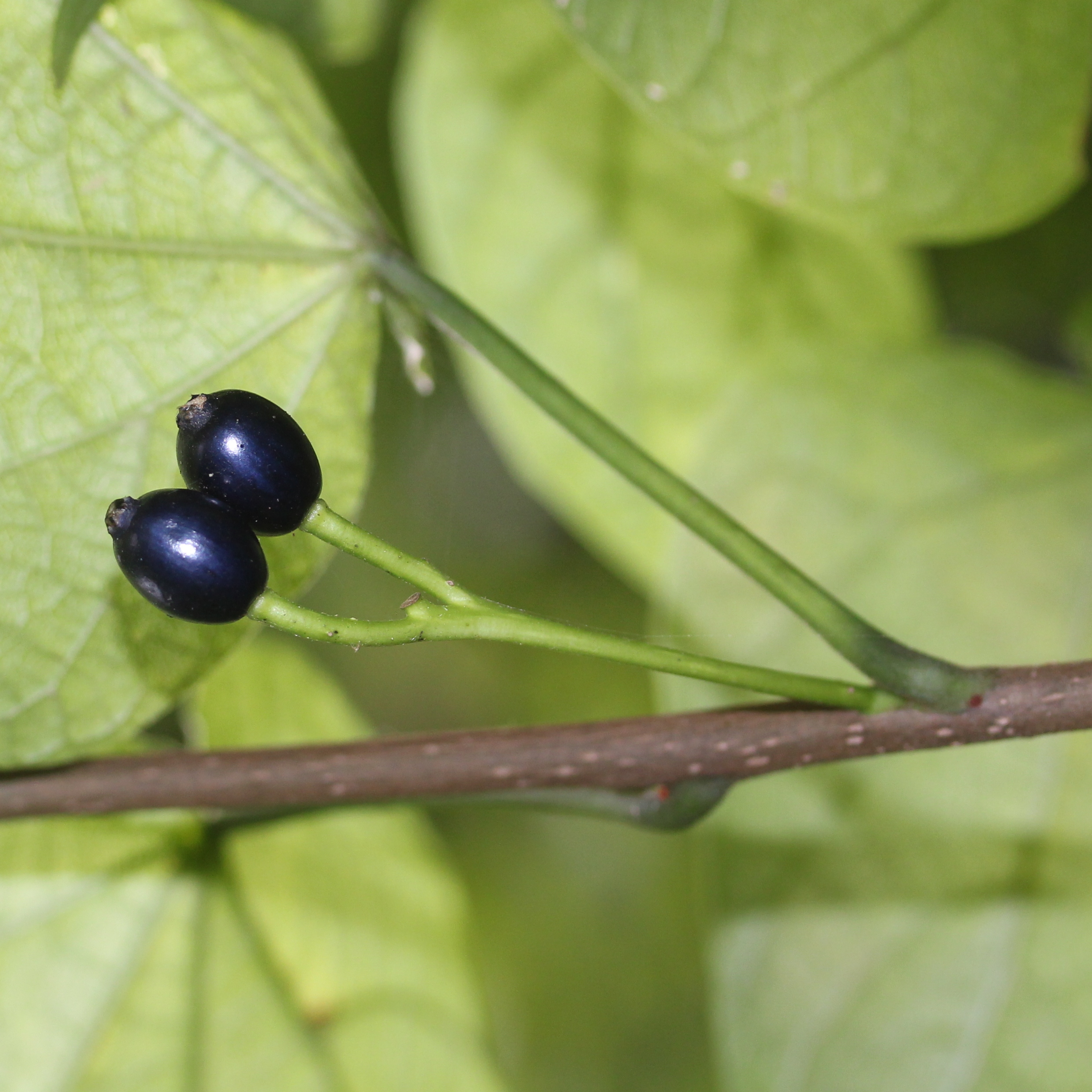
藍色の核果
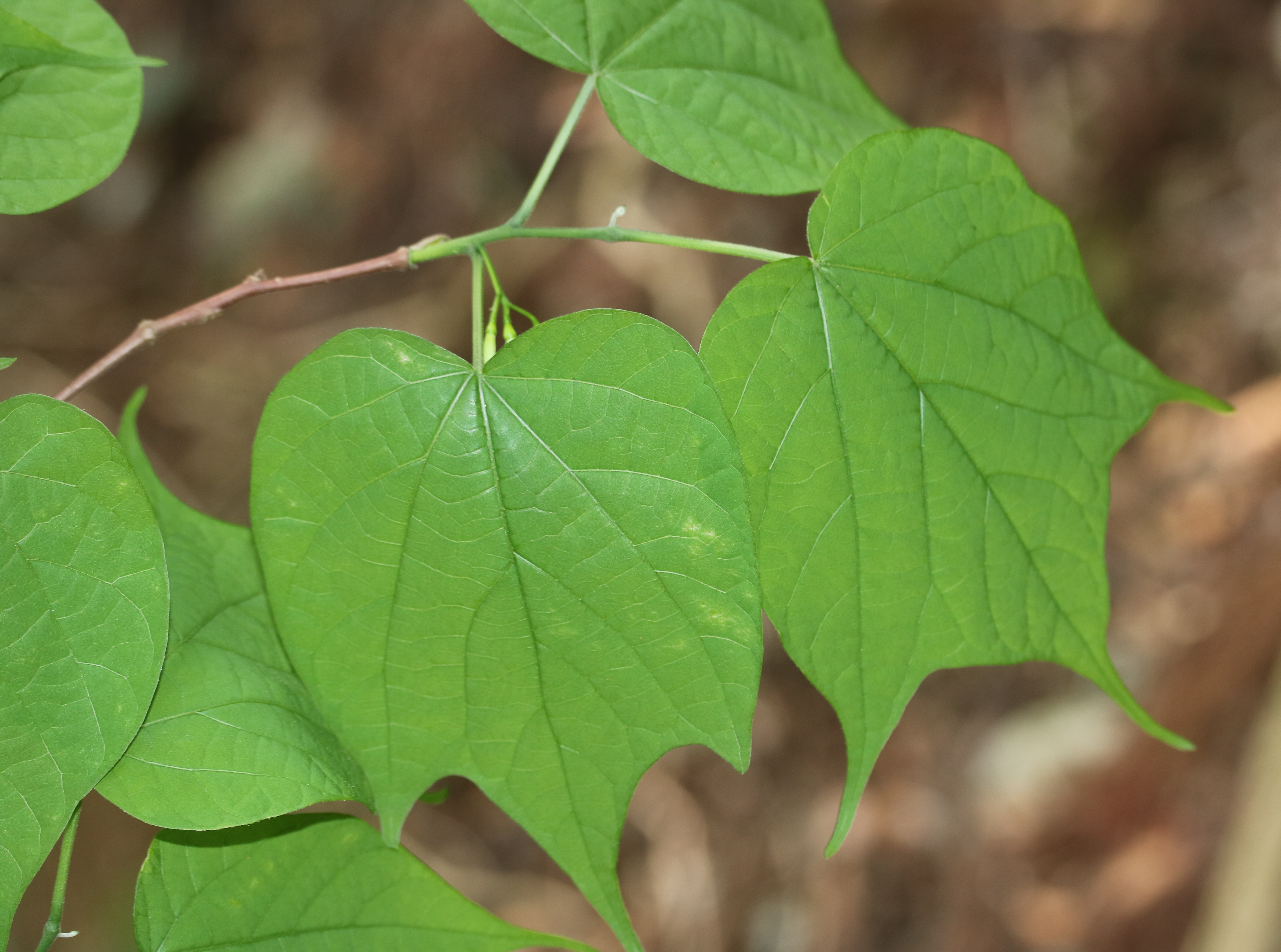
浅く3裂した葉

## 分類
従来のクロンキスト体系と新エングラー体系ではウリノキ科に分類されていた。基本変種のモミジウリノキ（学名：Alangium platanifolium (Siebold et Zucc.) Harms var. platanifolium）は、西日本にやや稀に分布し、葉がやや深く3-7裂（5裂が基本）する。同属のシマウリノキ（学名：Alangium premnifolium Ohwi））は九州南部と沖縄に分布し、葉が全縁で、花弁が7個。

## 種の保全状況評価
日本では、以下の都道府県によりレッドリストの指定を受けている。高知県では、モミジウリノキが絶滅危惧IB類（EN）の指定を受けている。
- 要保護生物（C） - 千葉県[15]
- 分布特性上重要な種 - 鹿児島県